# Mburuvicha galianoae
Mburuvicha galianoae är en spindelart som beskrevs av Scioscia 1993. Mburuvicha galianoae ingår i släktet Mburuvicha och familjen hoppspindlar. Inga underarter finns listade i Catalogue of Life.